# NGC 7148
NGC 7148 је двојна звезда у сазвежђу Пегаз која се налази на NGC листи објеката дубоког неба.
Деклинација објекта је + 3° 20' 31" а ректасцензија 21h 52m 8,4s. Привидна величина (магнитуда) објекта NGC 7148 износи 13,6.